# Lapillopsidae
I lapillopsidi (Lapillopsidae) sono una piccola famiglia di anfibi estinti appartenenti ai temnospondili, vissuti esclusivamente nel Triassico inferiore (240-235 milioni di anni fa). I loro resti sono stati ritrovati in Australia e in India.

## Descrizione
L'aspetto dei lapillopsidi, generalmente, era compatto e adattato a un ambiente terrestre: il corpo era piuttosto corto, così come la coda, mentre la testa era larga e ingrandita. Le zampe, ai lati del corpo, erano piuttosto robuste se confrontate con quelle di altri anfibi del Triassico. Il cranio possedeva numerose caratteristiche evolute, come le ossa pterigoidi ornamentate e alcune ossa fuse fra loro. Questi animali erano piuttosto piccoli rispetto a gran parte degli anfibi del Triassico: il genere Lapillopsis possedeva un cranio lungo solo 15 millimetri. Il genere Manubrantlia, invece, includeva animali di dimensioni maggiori (il cranio era lungo quasi dieci centimetri).

## Habitat
Al contrario di gran parte degli anfibi triassici, che ritornarono a un ambiente strettamente acquatico, sembra che i lapillopsidi prediligessero uno stile di vita terrestre o semiterrestre. Probabilmente erano piccoli predatori che si nutrivano di invertebrati. I lapillopsidi mostrano un'insolita convergenza evolutiva con un altro gruppo di anfibi vissuti qualche milioni di anni prima, i dissorofidi; le caratteristiche craniche, però, escludono una stretta parentela fra i due gruppi.

## Classificazione
Quando gli studiosi descrissero la specie Lapillopsis nana, dell'Australia, ritennero che questo minuscolo animale fosse in qualche modo imparentato con Micropholis stowi, un anfibio temnospondilo primitivo del Triassico sudafricano. La successiva scoperta di un animale simile proveniente dalla Tasmania, denominato Rotaurisaurus contundo, portò a una ridescrizione di Lapillopsis, che permise di comprendere come questa forma (e l'affine Rotaurisaurus) fossero ben più evoluti di Micropholis e andassero inclusi nel gruppo degli Stereospondyli. Un altro lapillopside, Manubrantlia khaki, è noto in India. Sembra che i lapillopsidi riempirono la nicchia ecologica dei piccoli predatori terrestri nel Gondwana del Triassico inferiore, per poi estinguersi improvvisamente.